# Интерпелляция
Интерпелляция (от лат. interpellatio — перебивание речи, жалоба перед судом; англ. interpellation):

## В конституционном праве
Интерпелляция — особый вид официального запроса депутата парламента правительству или какому-либо члену правительства по определённому вопросу, право парламента официально задавать вопросы правительству. Во многих странах каждый депутат парламента или группа, состоящая из конституциально установленного количества депутатов, имеет право делать запросы (возможно, ограниченное их число в течение определенного периода времени) членам правительства. Соответствующий министр обязан дать ответ и обосновать политическую линию правительства. Тем самым, интерпелляция позволяет парламенту контролировать деятельность правительства. Отличие интерпелляции от других видов депутатских запросов состоит в том, что ответ сопровождается прениями, заканчивающимися принятием резолюции с изложением мнения парламента по поводу ставшего предметом интерпелляции действия или линии правительства в целом и вынесением парламентом вотума доверия или недоверия.

## В философии
Интерпелляция — термин, впервые предложенный марксистским философом Луи Альтюссером и описывающий процесс воздействия идеологии на отдельного субъекта, тем самым фактически представляя его в виде явления (effect). Отсюда, в соответствии с теорией Мишеля Фуко, Альтюссер выступает против классического определения субъекта как причины и сущности: другими словами, ситуация всегда предваряет (индивидуальный или коллективный) субъект. Особенно интерпелляция подразумевает момент и процесс признания взаимодействия с соответствующей идеологией. Когда Альтюссер впервые предложил понятие интерпелляции в работе «Идеология и идеологические аппараты государства», философ-марксист имел в виду действие полицейского, состоящее в окликании (интерпелляции) кого-либо: «Эй ты!», и последующее оборачивание субъекта в виновного. Тем самым Альтюссер указал на наличие существенной связи между виной и субъективностью, как Ницше сделал в своём труде «О генеалогии морали». Как и в философии Фуко, субъект не существует до формирования его властью или идеологией.

## В социологии
В контексте социологии интерпелляция означает идентификацию с какой-либо идеей или личностью. К примеру, если кто-то окликает вас по имени на улице, вы интерпеллируете, что это обращение означает именно вас. По сути, это осознание, что 'это означает меня', то есть это процесс, с помощью которого вы осознаёте свою принадлежность к какой-то конкретной личности.

## В идеологии искусства и психоанализа
Пожалуй, самое ясное изображение момента истеризации дано на знаменитом полотне Россетти «Ecce Ancilla Domini», показывающем Марию как раз в момент интерпелляции, когда архангел Гавриил возвещает её миссию — непорочно зачать и дать жизнь Сыну Божьему. Как же Мария реагирует на это удивительное послание, на это исходное «окликание Марии»? На полотне она изображена испуганной, охваченной угрызениями совести, забившейся в угол и как бы спрашивающей себя: «Почему меня избрали для этой дурацкой миссии? Почему я? Что на самом деле нужно от меня этому ужасному призраку?» Истощенное, бледное лицо и темные круги под глазами говорят, что перед нами женщина, ведущая бурную сексуальную жизнь, распутная грешница — короче, Ева. И на картине изображена «интерпелляция Евы как Марии», её истерическая реакция на это.

Мартин Скорсезе в своем фильме «Последнее искушение Христа» идет еще дальше: темой фильма является уже истеризация самого Иисуса Христа: он изображается как обычный человек, обуреваемый всеми плотскими желаниями и страстями, но постепенно осознающий, с удивлением и ужасом, что он Сын Божий, призванный пожертвовать собой и исполнить ужасную и величественную миссию спасения человечества. Но он не хочет согласиться с этой интерпелляцией, смысл его «искушения» как раз и состоит в истерическом сопротивлении своему «мандату», в сомнениях, в попытке избежать его, даже находясь уже на кресте.

Жижек, Славой. Возвышенный Объект Идеологии. — Издательство «Художественный журнал», 1999. (стр. 119)